# Port lotniczy Lihir
Port lotniczy Lihir (IATA: LNV, ICAO: AYKY) – port lotniczy zlokalizowany w miejscowości Londolovit, na wyspie Lihir, w Papui-Nowej Gwinei.